# 川西大橋 (帯広市)
川西大橋（かわにしおおはし）は、北海道帯広市の札内川に架かる帯広広尾自動車道の橋。帯広川西ICに近接している。

## 歴史
- 2005年（平成17年）：完工[1]。
- 2006年（平成18年）3月12日：帯広川西IC - 幸福IC間開通に伴い供用開始[3][4]。